# Phantasy Star (videogioco)
Phantasy Star (ファンタシースター?) è un videogioco di ruolo del 1987 sviluppato da Sega per Sega Master System. Primo titolo della serie Phantasy Star, nel 1994 il gioco è stato convertito per Sega Mega Drive e distribuito esclusivamente in Giappone con il titolo Phantasy Star Fukkokuban (ファンタシースター 復刻版?).
È considerato uno dei primi RPG a presentare una protagonista di genere femminile.
Nel 2009 il gioco è stato distribuito per Wii tramite Virtual Console. Nel 2018 è stato pubblicata la versione per Nintendo Switch all'interno della serie Sega Ages.
Oltre ad essere incluso in raccolte per Sega Saturn, Game Boy Advance e PlayStation 2, nel 2003 ne è stato realizzato un remake per PlayStation 2 dal titolo Phantasy Star Generation: 1.